# Шопенгауэр, Иоганна
Иоганна Шопенгауэр (нем. Johanna Schopenhauer, урожд. Иоганна Трозинер; 9 июля 1766, Данциг, Корона Королевства Польского — 16 апреля 1838, Йена, Германский союз) — немецкая писательница и хозяйка литературного салона. Мать философа Артура Шопенгауэра и писательницы Аделе Шопенгауэр.

## Биография
Иоганна Шопенгауэр родилась в состоятельной семье данцигского коммерсанта Кристиана Генриха Трозинера (1730—1797) и его жены Элизабет Трозинер, урождённой Леманн (1745—1818), дочери фармацевта Георга Леманна (ум. 1762) и его жены Сюзанны Конкордии Леманн, урождённой Нейман (род. 1718). Она была старшим ребёнком в семье, у неё было трое младших сестёр: Шарлотта Элизабет (1768—1828), вышедшая замуж за Феликса Рацки, Анна (1769—1814) и Юлиана Доротея (1773—1849). В 18 лет под давлением отца Иоганна вышла замуж за 37-летнего коммерсанта Генриха Флориса Шопенгауэра (1747—1805). Вместе с мужем Иоганна объездила Европу. После оккупации Данцига Пруссией в 1793 году Шопенгауэры, как и многие другие либерально настроенные представители высших кругов, переехали в свободный ганзейский Гамбург. После смерти мужа Иоганна Шопенгауэр стала наследницей трети его состояния (две трети отошли детям, Артуру и Аделе).
В 1806 году вместе с дочерью 39-летняя Иоганна перебралась в Веймар, где её еженедельные чайные приёмы сразу оказались в центре культурной жизни города. Благодаря им Иоганна познакомилась с Иоганном Вольфгангом Гёте.
В 1819 году торговый дом «Abraham Ludwig Muhl & Co.», куда Иоганна Шопенгауэр вложила все свои средства, обанкротился. Иоганне вернулось лишь 30 процентов её состояния. Её сын Артур, также получивший треть отцовского наследства, предложил помощь матери, но она отказалась, чтобы не разорить и сына. И вот когда Иоганне было уже 48 лет ей впервые пришлось самостоятельно зарабатывать себе на жизнь. Важным источником средств к существованию стало её сочинительство. Иоганна публиковала рассказы о путешествиях, романы и новеллы. Вместе с Софией фон Ларош, Софией Меро и Каролиной Августой Фишер Иоганна Шопенгауэр была в числе первых женщин, зарабатывавших на жизнь литературным трудом.
По настоянию дочери Иоганна переехала в Бонн. Но жизнь в Бонне оказалась для них слишком дорогой, поэтому они переехали в Ункель на Рейне. Состояние здоровья Иоганны ухудшалось, она не могла более заниматься литературой, и финансовое состояние усложнялось. Незадолго до смерти Иоганна переехала в Йену, где через несколько недель умерла в бедности.